# Ałabuga (obwód czelabiński)
Ałabuga (ros. Алабуга) – wieś (sieło) w Rosji, w obwodzie czelabińskim, w rejonie krasnoarmiejskim. W 2010 liczyła 846 mieszkańców.